# Strzeżysław, Zachodniopomorskie
Strzeżysław [stʂɛˈʐɨswaf] là một khu định cư ở quận hành chính của Gmina Szczecinek, thuộc huyện Szczecinecki, Zachodniopomorskie, ở tây bắc Ba Lan.
Trước năm 1945, khu vực này là một phần của Đức. Đối với lịch sử của khu vực, xem Lịch sử của Pomerania.